# Bernard Godard
Pour les articles homonymes, voir Godard.
Bernard Godard, né en 1950 au Maroc, est un ancien fonctionnaire français des renseignements généraux, spécialiste de l'islam en France, qui s'est penché dès les années 1990 sur la montée de l'islamisme radical en France.

## Biographie
Diplômé en sociologie et ancien trotskiste, Godard est admis aux Renseignements généraux de la préfecture de police de Paris en 1977 comme inspecteur. Il est affecté à la section économique et financière.
Il est de 1997 à 2014 l'expert en islam au ministère de l'Intérieur et participe à la mise en place du Conseil français du culte musulman, dont il critique les dysfonctionnements. Décrit comme « la mémoire de l'islam de France », « sa connaissance pointue des réseaux et des hommes ont fait de lui un homme clé incontournable de la gestion de l'islam en France » selon Libération.

## Œuvres
- 2007 : avec Sylvie Taussig, Les Musulmans en France : Courants, institutions, communautés, un état des lieux, Paris, Robert Laffont, 454 p.  (ISBN 978-2-221-10473-6) ; rééd. Hachette littératures, coll. « Pluriel », 2008  (ISBN 978-2-01-279446-7)
- 2009 : coauteur du Dictionnaire géopolitique de l’islamisme aux éditions Bayard
- 2015 : La question musulmane en France : Un état des lieux sans concessions, Paris, Fayard, 349 p.  (ISBN 978-2-213-68248-8)